# Solivar
Solivar je městská část slovenského města Prešov. Nachází se jihovýchodně od centra města na levém břehu řeky Sekčov.
Původně šlo o tři nezávislé obce (které ale už na zač. 20. stol. byly fyzicky srostlé):
- Solivar (oficiální název od roku 1928; historicky také: Solnohrad, Slaná, Slaná, Šovár, Šóvár; 1918-1928 oficiálně: Solnohrad nebo Slaná nebo Solný hrad; maďarsky původně S(o)óvár, od r. 1873 Tótsóvár; německy Salcburk)[1]
- Solný Důl (jiné názvy: Důl, Solivar, maďarsky Sóbánya)[1]
- Šváby (jiné názvy: Německý Solnohrad, Šovár, Šóvár, maďarsky Németsó(o)vár).[1]

V roce 1960 byly obce Solný Baňa a Šváby přičleněny k obci Solivar, někdy se uvádí, že takto rozšířený Solivar se dočasně jmenoval Velký Solivar. Usnesením rady ONV č.102, ze dne 29. července 1971, byla takto rozšířená obec Solivar připojena k městu Prešov.

## Historie
Slovanské osídlení zde pravděpodobně existovalo již před 11. stoletím. Historie místa je úzce spjata s těžbou soli, odtud název. Již první dochované písemné zmínky zmiňují ve zdejší oblasti nadzemní slané prameny, ze kterých se sůl získávala odpařováním. V roce 1571 se ve 150 metrů hlubokém dole Leopold začala těžit kamenná sůl. Po zatopení dolu v roce 1752 a zastavení podzemní těžby se sůl těžila ze solanky, tentokrát však ve velkém.

## Památky
- Kostel sv. Štěpána na Hrádku – nejstarší solivarský kostel o čemž svědčí epitaf Juraje Soósa z roku 1261, sloužil do roku 1757 jako farní kostel
- Farní kostel Nejsvětější Trojice na Solivaru – první kostel postavený Šimonem Soósem roku 1413, přestavěný během 18. století, od roku 1757 je farním kostelem
- Kostel Narození sv. Jana Křtitele na Solném dole – začátek výstavby důlního kostela roku 1719, 1778 zemětřesení, konsekrace nového kostela byla 29. srpna 1825
- Kaple sv. Rocha na Solném dole
- Komunitně-pastorační centrum Jana Pavla II. na Sídlišti Šváby – požehnání kaple a celého objektu se uskutečnilo 24. května 2009
- památková zóna Solný důl – do které patří kaple stojící nad Císařskou šachtou (Leopold), klepačka, rezervoáry na solanku, huť, varna, sklad soli a kovářské dílny.
- Solný hrad (Castrum Salis, Soowar) podle kostela na Hrádku stál první asi dřevěný hrad v prostorách kostela sv. Štěpána, zřícenina druhého stojí nad Ruskou Novou Vsou a je nazýván Zbojnický hrad[2]
- Solnobanská krajka – paličkovaná krajka tradující se ze 16. století, od 1. června 2002 zachovávaná Solnobanským krajkářským cechem. Je zapsána v Seznamu zapsaných a chráněných označení původu a zeměpisných označení do rejstříku Úřadu průmyslového vlastnictví Slovenské republiky